# 永原松雲
永原 松雲（ながはら しょううん）は、戦国時代から江戸時代前期にかけての武将。儒学や兵法、和歌などに通じていたという。

## 略歴
はじめ三好氏に仕え、後に丹羽長重に仕える。丹羽家での禄は千石とも二千石とも言われる。同僚の南部無右衛門と仲が悪く、ある諍いがもとで南部が襲いかかってきた際は柔術で軽くいなした。
しかし、後の浅井畷の戦いでは南部が活躍し、松雲は名を落としたという。
丹羽家改易後は浅野幸長に七百石で仕えた。